# 埼玉県の軍事遺跡一覧
埼玉県の軍事遺跡一覧（さいたまけんのぐんじいせきいちらん）は、かつて埼玉県にあった軍事施設（戦争遺跡、主に大日本帝国陸軍関連）や史跡の一覧である。

## 大日本帝国陸軍

### 拠点
- 浦和市

### 司令部
- 浦和連隊区司令部

### 航空基地
- 浦和飛行場：志木市（現在は荒川河川敷）
- 所沢陸軍飛行場:所沢市
- 越谷陸軍飛行場：越谷市
- 高萩陸軍飛行場：日高市（現在の旭ヶ丘地区）
- 桶川陸軍飛行場：桶川市（現在のホンダエアポート）
- 児玉飛行場：本庄市
- 坂戸飛行場：坂戸市（千代田一～五丁目、栄地区]）鶴ヶ島市（富士見一～六丁目）最寄駅東武東上線若葉駅
- 三尻陸軍飛行場（稜威ケ原飛行場）：熊谷市
- 小原飛行場：熊谷市（旧・江南町）[1]
- 松山飛行場：東松山市（現在の東松山工業団地）
- 豊岡陸軍飛行場：入間市（現在の入間基地）
- 狭山陸軍飛行場（現在の狭山台）

### 教育機関

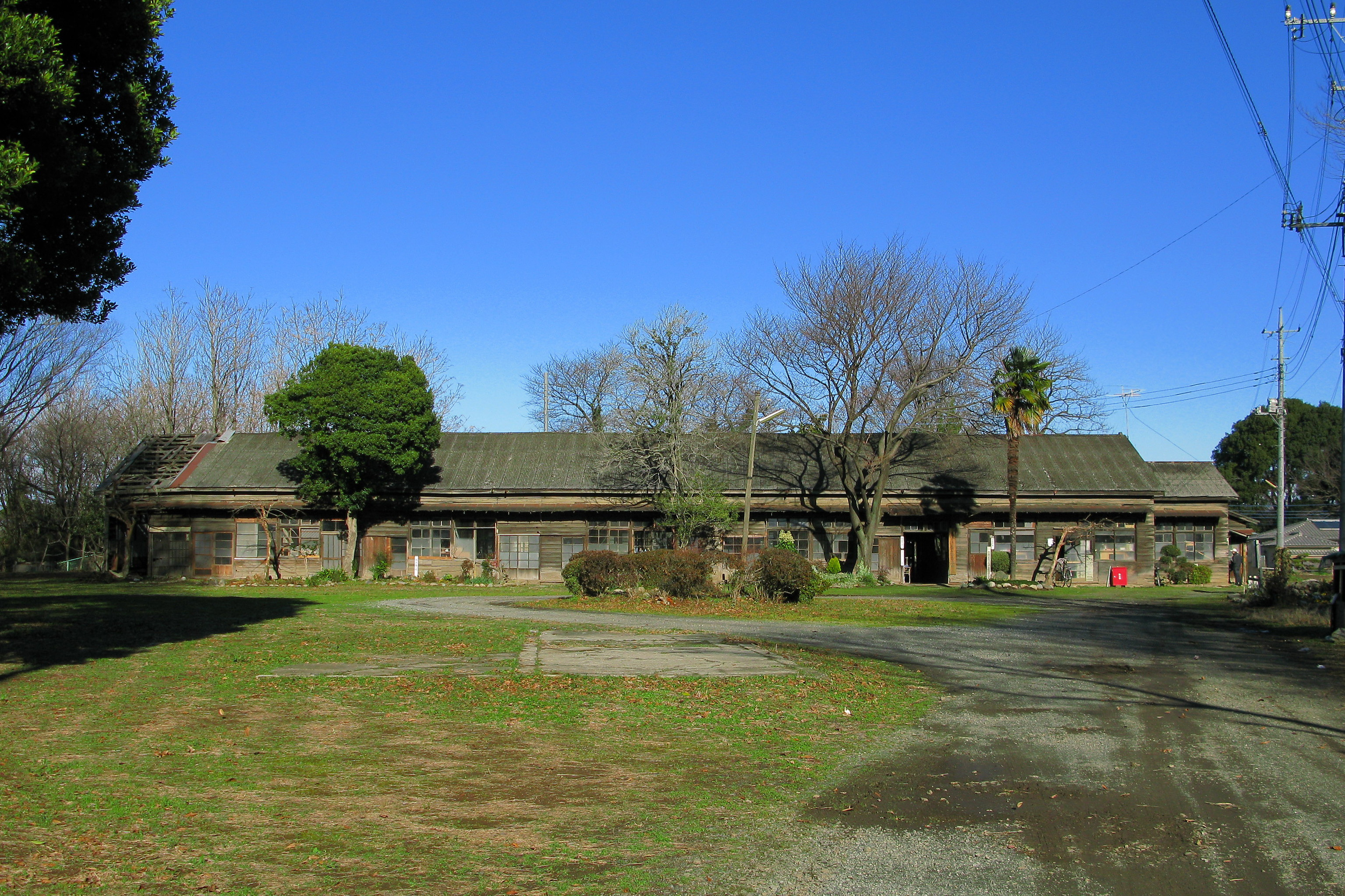
熊谷陸軍飛行学校桶川分教場（非現存）

- 熊谷陸軍飛行学校：熊谷市
  - 桶川分教場：桶川市
  - 児玉分教所
- 所沢陸軍飛行学校：所沢市
- 陸軍航空技術学校
- 陸軍航空整備学校

### 病院
- 振武台陸軍病院：和光市（旧・白子陸軍病院）
- 東京第一衛戍病院（所沢衛戍病院）：所沢市
- 豊岡陸軍病院：入間市

## 関連組織
- 東京第一陸軍造兵廠川越製造所（陸軍火工廠）（現在は上野台団地）
- 立川陸軍航空廠寄居出張所
- 東京第二陸軍造兵廠深谷製造所
- 陸軍被服本廠朝霞出張所
- 中島飛行機大宮製作所（海軍向け航空機用発動機の生産）
- 中島飛行機地下軍需工場（吉見百穴）
- 陸軍第一航空軍前高谷戦闘司令所
- 浅野カーリット川越工場（民間企業だが、火工廠と連携。陶製爆弾を製造し、終戦後びん沼川に投棄）
- 赤坂憲兵分隊所沢分遣所

## 関連事件
- 空襲・機銃掃射
  - 熊谷空襲：熊谷市